# Oortje (communicatie)
Met een oortje wordt verwezen naar een in of op het oor gedragen luidsprekertje voor het luisteren tijdens een radioverbinding tussen meerdere partijen. Dit oortje, dat ook wel headset wordt genoemd, ziet men veelal in de beveiliging of bij politie, maar komt ook voor in de sport (zoals voor communicatie tussen scheidsrechters of in het wielrennen).

## Beveiliging

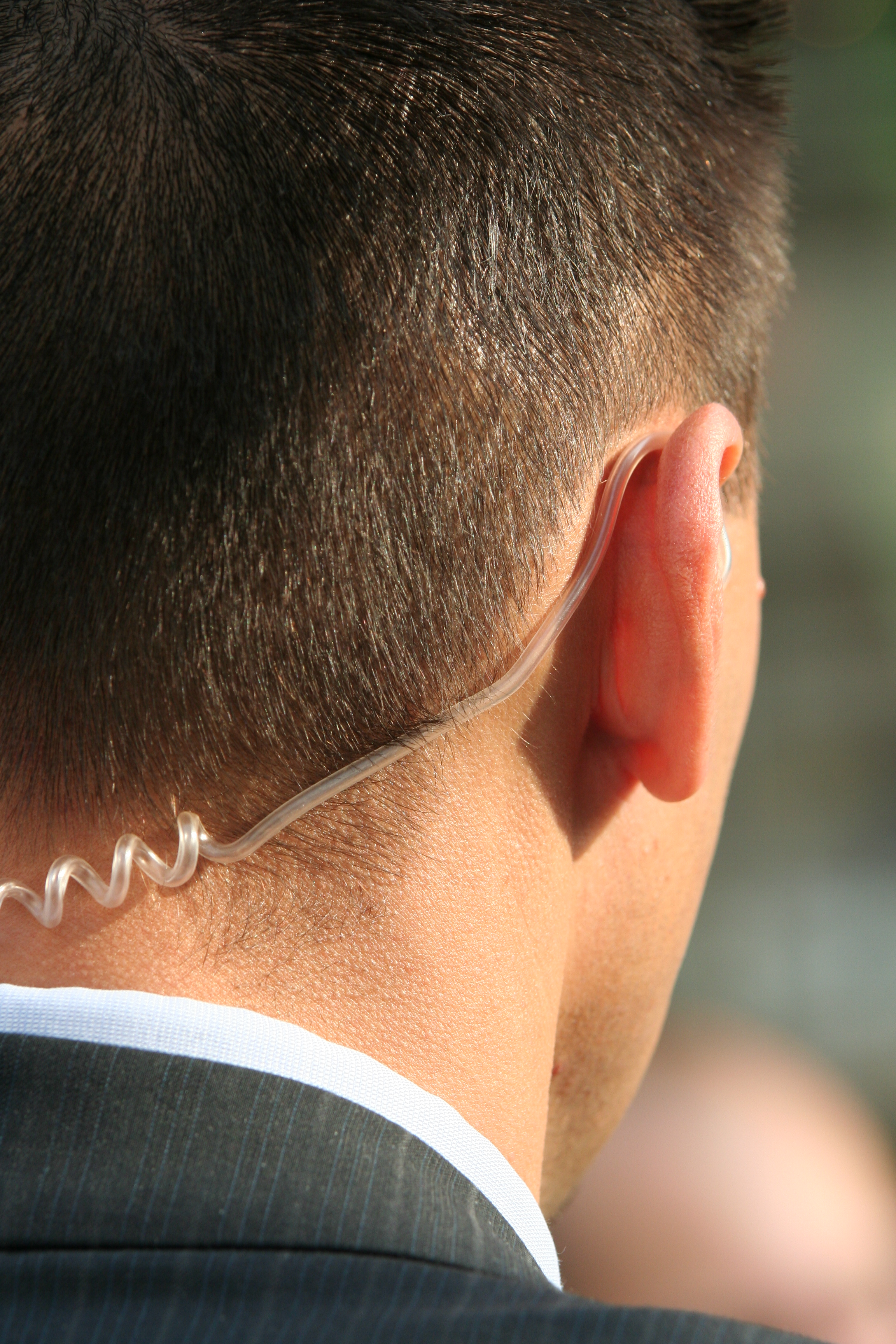
Oortje

Beveiligers en politieagenten dragen bij de uitvoering van hun werkzaamheden zeer regelmatig een portofoon of mobilofoon. Zeker in situaties waarbij veel personen aanwezig zijn, kan gekozen worden om de communicatie te laten verlopen via een oortje. Dit kan direct op de portofoon worden aangesloten of ook aan de spreeksleutel. Omstanders kunnen de gezonden informatie zo niet horen. Bovendien hoort de gebruiker de informatie ook wanneer sprake is van veel omgevingsgeluid.
Er worden enkele typen oortjes gebruikt:
- een op het oor gedragen luidspreker (dit systeem wordt vaak gebruikt om hygiënische redenen indien het oortje door meerdere collega's dient te worden gebruikt);
- een in-ear-systeem, vergelijkbaar met de hoofdtelefoon van een muziekspeler;
- een tube-oortje, waarbij het luidsprekertje in de nek wordt gedragen en het geluid via een transparant gekruld slangetje het oor bereikt;
- een oortje waarin zich tevens de microfoon bevindt, zodat geen aparte spreeksleutel hoeft te worden gebruikt.

## Sport
In vele sporten doet het gebruik van radioverbindingen zijn intrede of wordt er sinds enkele jaren gebruik van gemaakt. Dergelijke communicatie wordt het meest gezien in de volgende takken van sport.

### Wielrennen
In de wielersport wordt sinds enkele jaren gebruikgemaakt van een radioverbinding tussen ploegleiders (in de volgwagen) en de wielrenners in de koers. De coureurs dragen een lichtgewicht zender mee in een van de achterzakjes van hun truitje. Ook dragen zij een microfoontje in hun trui en een oordopje in één oor.
Het oortje heeft vooral een informatief doel. Ploegleiders in de volgwagen zijn over het algemeen beter op de hoogte van de koerssituatie (dankzij live koersinformatie via tv en radio), en zij kunnen door middel van het oortje de renners altijd op de hoogte houden van tijdsverschillen of informatie over het parcours.
Het systeem van het oortje is echter niet bij iedereen geliefd. Vele renners ergeren zich aan de overvloed aan informatie die hen soms tijdens de koers verstrekt wordt. Ook wordt het eigen denkvermogen van de renners verminderd omdat tactieken meer en meer door ploegleiders worden opgedragen. Waar vroeger de renner zelf besliste waar en wanneer hij aanviel, wordt dit nu opgedragen via het oortje. Vooral de meer conservatieve wielerliefhebber vindt dit dikwijls een vorm van koersvervalsing. Op 14 juli 2009 werd er tijdens de Tour de France bij de tiende etappe als experiment zonder gekoerst. Ondertussen zijn de oortjes afgeschaft volgens een nieuw reglement opgesteld door de UCI.
Tijdens de Ronde van Vlaanderen op 3 april 2011 kon de tv-kijker bij wijze van experiment voor het eerst luisteren naar de communicatie tussen enkele ploegleiders en hun renners.

### Veldsport
In andere takken van sport, zoals met name veldsporten, wordt steeds vaker gebruikgemaakt van radiocommunicatie tussen bijvoorbeeld de scheidrechters. Zo kan eenvoudiger worden gecommuniceerd, hetgeen praktisch kan zijn in verband met de grote onderlinge afstanden op en om het speelveld.